# José Martiniano Pereira de Alencar
José Martiniano Pereira de Alencar (Crato, 16 de outubro de 1794 — Rio de Janeiro, 15 de março de 1860) foi um padre, jornalista e político brasileiro. É o pai do escritor José de Alencar e do diplomata Leonel Martiniano de Alencar, barão de Alencar.
Membro da Revolução Pernambucana ao lado de sua mãe, Bárbara Pereira de Alencar, também participou da Confederação do Equador. Foi senador pelo Ceará e, posteriormente, governador da província, entre 1834 e 1837, e novamente de 1840 a 1841.

## Biografia
Nasceu no Crato em 16 de outubro de 1794, filho do capitão José Gonçalves dos Santos e de Bárbara Pereira de Alencar. Seus pais eram grandes proprietários de terra no Ceará. Tornou-se padre ainda jovem, provavelmente aos vinte anos. Junto com sua mãe, Bárbara de Alencar, e seus irmãos, Tristão Gonçalves e Carlos José dos Santos, participou da revolução de 1817 e da Confederação do Equador. Também teve papel crucial na Independência do Brasil. Sua atuação nesse evento, em apoio a Pedro I do Brasil, garantiu-lhe sucesso e longevidade política nos anos seguintes.

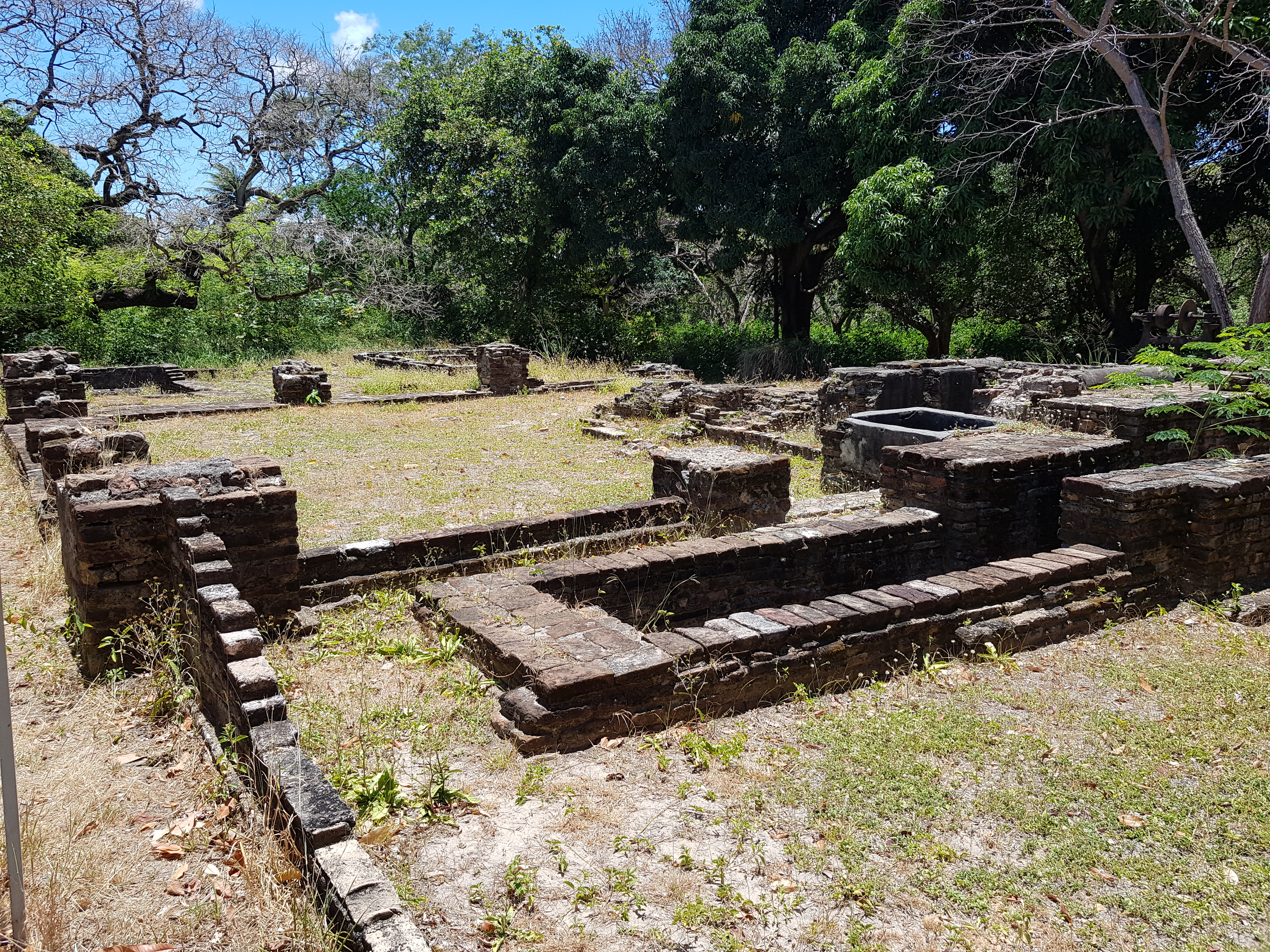
Ruínas do primeiro engenho a vapor do Ceará, construído por José Martiniano Alencar

Foi nomeado senador pela província do Ceará em 2 de maio de 1832, cargo que exerceu até sua morte, com mandato vitalício. Também foi presidente da província do Ceará em duas ocasiões: de 6 de outubro de 1834 a 25 de novembro de 1837 e de 20 de outubro de 1840 a 6 de abril de 1841. Antes da Primeira República Brasileira, o Brasil Imperial era composto por províncias, não estados, e estas eram governadas por presidentes, e não por governadores como hoje. Em 1834, fundou a Loja Maçônica "União e Beneficência" em Fortaleza.
Sua casa, conhecida como Casa de José de Alencar, é um monumento tombado pelo Instituto do Patrimônio Histórico e Artístico Nacional (IPHAN). Localiza-se no bairro Messejana, no município de Fortaleza, e foi residência particular de José de Alencar durante o período em que foi presidente da província.

## Descendência
Apesar de ser padre, manteve uma relação amorosa com sua prima em primeiro grau, Ana Josefina de Alencar. Dessa união, nasceram os seguintes filhos:
- José Martiniano de Alencar – casou-se em 1864 com Georgiana Augusta da Gama Cochrane, com descendência. Foi um político e escritor de grande influência, ícone da literatura brasileira até os dias atuais.
- Leonel Martiniano de Alencar – não se casou oficialmente, mas teve pelo menos quatro filhos com a boliviana Gregoria Eloísa Ayoroa Deheza. Também foi um político e diplomata influente, agraciado com o título de nobreza por Pedro II do Brasil.
- Tristão de Alencar
- Maria de Alencar – casou-se com José Collaço Brandão de Veras, com descendência.
- Joaquina de Alencar – casou-se em 1863 com Joaquim Bento de Sousa Andrade.
- Agustina de Alencar
- Carlos de Alencar – casou-se várias vezes e deixou descendência.

Todos esses filhos foram reconhecidos por José Martiniano Pereira de Alencar em seu testamento como sendo seus com sua prima Ana Josefina de Alencar.